# 세 개의 오렌지에 대한 사랑

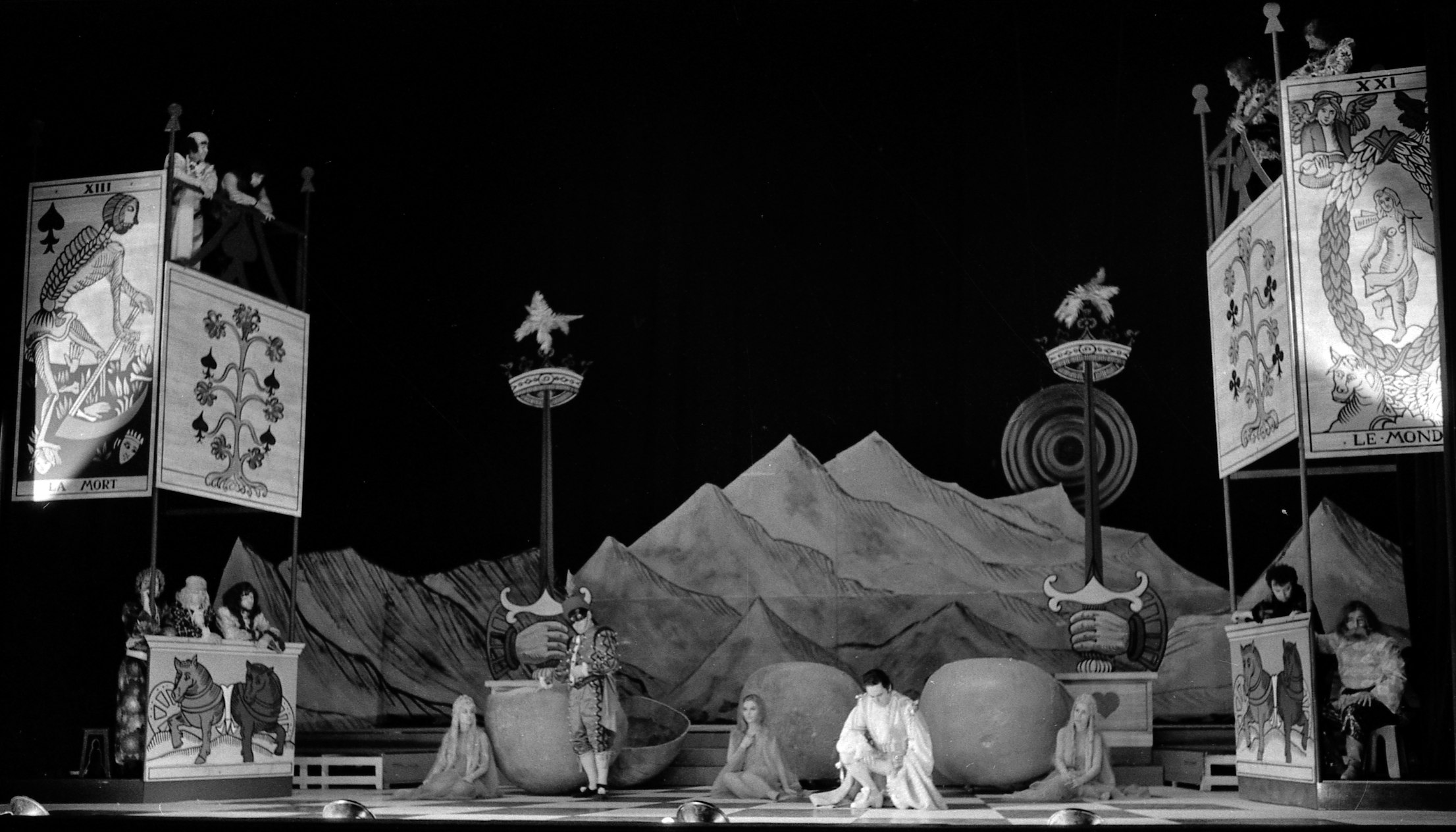

세 개의 오렌지에 대한 사랑(러시아어: Любовь к трём апельсинам 류보비 크 트룜 아펠시남[*])은 세르게이 프로코피에프가 1919년 작곡한 러시아 오페라이다. 대본은 카를로 고치의 희곡 L'amore delle tre melarance을 기초로 작곡가가 직접 대본을 작성하였다. 1921년 12월 30일 미국 시카고의 리릭 오페라 극장에서 초연되었다.

## 등장인물
클루브스의 왕, 베이스
왕자, 그의 아들, 테너
공주 클라리사 - 그의 조카딸, 콘트랄토
레안드로 - 대신, 바리톤
판탈론 - 그의 친구이자 고문, 바리톤
트루팔디노 - 그의 어린광대, 테너
첼리오 - 왕의 마술사이자 보호자, 베이스
파타 모르가나 - 마녀로 레안드로의 보호자, 소프라노
스메랄디나 - 그녀의 하녀, 메조소프라노
리네타 공주 - 오렌지 공주, 메조소프라노
니콜레타 공주 - 비운의 오렌지 공주, 메조소프라노
니네타 공주 - 오렌지 공주, 소프라노
파르파렐로 - 베이스
요리사 - 베이스
전령관 - 베이스

## 줄거리
- 옛날 옛적 클루브스 왕국

### 서막
- 막이 오르기전 배우들이 각기 연출의 방향을 두고 다툰다.

### 1막
- 왕의 거실

### 2막
- 왕자의 거실

### 3막
- 사막

### 음악 듣기
- MIDI for March from the Love for Three Oranges